# Gattinoni
Gattinoni est une maison de couture italienne fondée en 1946 par Fernanda Gattinoni à Rome. Grâce à la proximité de l'atelier ouvert par Gattinoni sur la Viale Toscana et de l'Hôtel Excelsior, la maison de couture a pu servir d'illustres clientes telles que Clare Boothe Luce, Evita Perón, Ingrid Bergman, Anna Magnani, Audrey Hepburn et Silvana Pampanini.
Vittorio Gallo a réalisé le film documentaire Sete e Velluti (Soies et velours) pour Astra Cinematografica sur la mode italienne des années 1950, filmée dans les ateliers romains des maisons de couture Ferdinandi, Gattinoni et Garnett.
En 1996, la ligne « couture » de la maison a été rejointe par une collection de prêt-à-porter à la suite de la refonte de la marque par Raniero Gattinoni, le fils du fondateur de la marque, et Stefano Dominella, l'actuel président de la maison, qui a été rejointe par les marques Gattinoni Boutique, Pret d'Immagine, Tempo, Gattinoni Basic, Gattinoni Softwear, Gattinoni Domus (linge de maison) et d'autres encore. En 1997, le parfum Gattinoni est lancé sur le marché, suivi par toute une gamme de produits de beauté de la marque. En 1993, après le décès prématuré de Raniero Gattinoni, le jeune designer Guillermo Mariotto a repris la direction créative de toutes les lignes Gattinoni. Aujourd'hui, il dirige et supervise la ligne Gattinoni Couture, le fleuron de la marque Via Toscana.
En 2002, la maison de couture Gattinoni a conçu les nouveaux uniformes militaires pour le compte de l'armée italienne. C'était la première fois dans l'histoire qu'une telle commande était confiée à une maison de couture.